# Gustavo Matosas
Gustavo Matosas (* 25. Mai 1967 in Buenos Aires, Argentinien) ist ein uruguayischer Fußballtrainer und ehemaliger -spieler, der im Mittelfeld agierte. Er ist der Sohn des Fußballspielers Roberto Matosas, der zur Zeit seiner Geburt bei River Plate unter Vertrag stand.

## Spielerlaufbahn

### Verein
Seinen ersten Profivertrag erhielt Matosas 1985 beim Club Atlético Peñarol, für den er bis 1988 spielte und mit dem er in den Jahren 1985 und 1986 zweimal in Folge uruguayischer Meister wurde und 1987 die Copa Libertadores gewann. Im anschließenden Weltpokalfinale gegen den FC Porto (1:2 nach Verlängerung) wurde er in der 46. Minute eingewechselt.
1988 wechselte er für zwei Spielzeiten zum CD Málaga in die spanische Primera División. Anschließend spielte er für die argentinischen Spitzenklubs San Lorenzo und Racing Club, bevor er zum brasilianischen São Paulo FC wechselte und zum zweiten Mal zum Kader einer Mannschaft gehörte, die die Copa Libertadores gewinnen konnte.
Zwischen 1993 und 1995 verbrachte er in Diensten von UE Lleida und Real Valladolid zwei weitere Spielzeiten in Spanien, spielte anschließend fünf Jahre bei diversen Klubs in Südamerika und beendete seine aktive Laufbahn 2001 beim mexikanischen Querétaro FC.

### Nationalmannschaft
Von seinem Debüt am 19. Juni 1987 bis zu seinem letzten Einsatz am 23. September 1992 betritt er insgesamt sieben Länderspiele (ein Tor) für die Nationalmannschaft Uruguays. 1987 war er am Gewinn der Copa América in seiner Geburtsstadt Buenos Aires beteiligt.

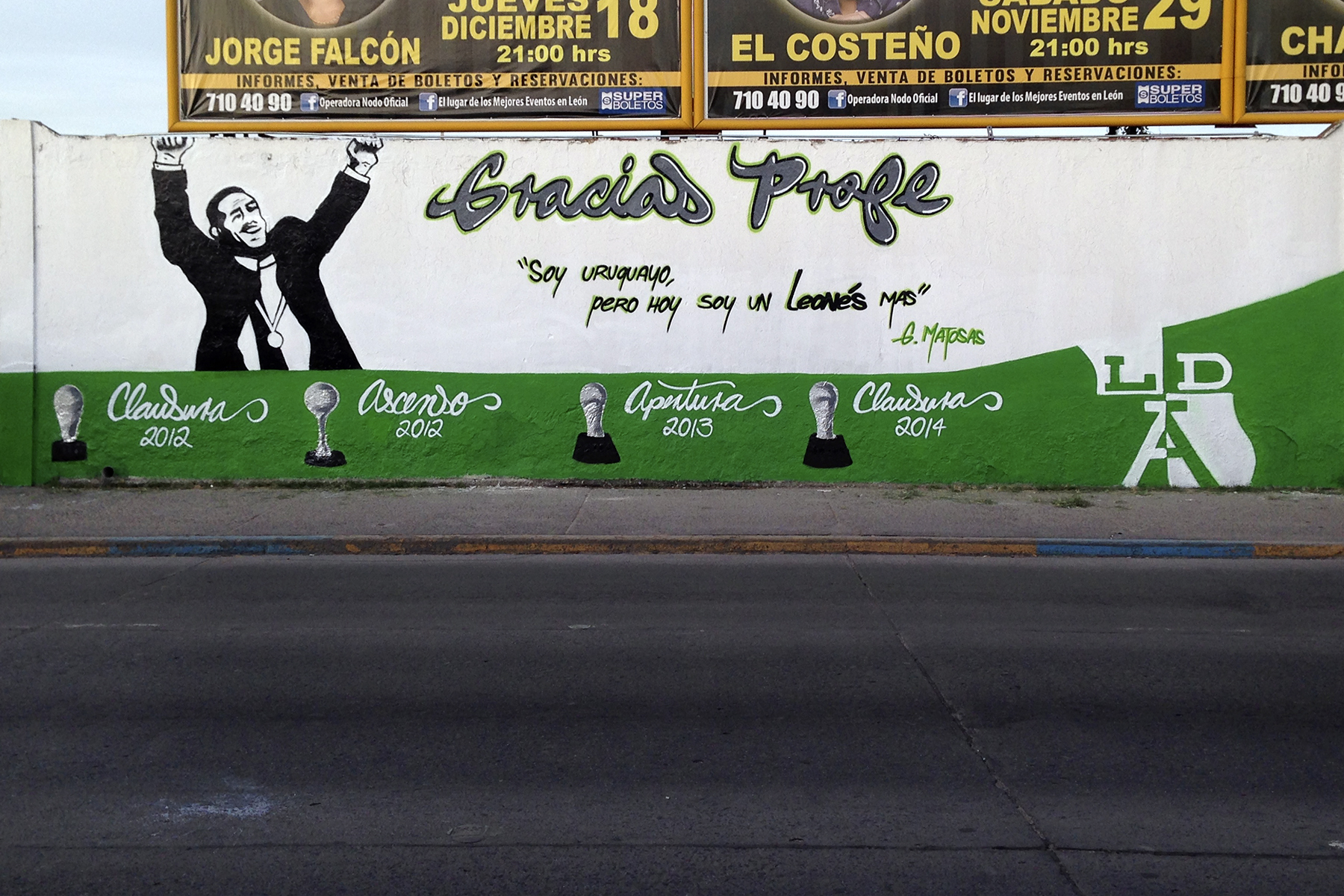
Ehrung von Fans für Gustavo Matosas

## Trainertätigkeit
Anschließend begann Matosas eine Laufbahn als Trainer. Anfang 2006 wurde er bei Danubio Nachfolger des dort erfolgreich arbeitenden Gerardo Pelusso und gewann mit den Montevideanern Apertura und Clausura der Jahre 2006 bzw. 2007 sowie den uruguayischen Meistertitel der Saison 2006/07. Von 2007 bis 2008 trainierte er den Club Atlético Peñarol. Im Rahmen seiner späteren Tätigkeit in Mexiko führte er am Ende der Saison 2011/12 den Traditionsverein León nach zehnjähriger Abstinenz in die erste Liga zurück. Sein dortiges Engagement währte von Dezember 2011 bis November 2014. Anschließend übernahm er von Dezember 2014 bis Mai 2015 die Trainingsleitung beim Club América. Von Mai 2015 bis November 2015 trainierte er Atlas Guadalajara. Im Juli 2016 wurde er Trainer bei al-Hilal in Saudi-Arabien. Bereits nach lediglich vier absolvierten Partien (2 Siege, 2 Unentschieden) verließ er den Klub im September 2016 wieder.

## Erfolge

### Als Spieler
- Uruguayischer Meister: 1985, 1986
- Copa Libertadores: 1987, 1993
- Copa América: 1987

### Als Trainer
- Uruguayischer Meister: 2006/07
- Torneo Apertura (Uruguay): 2006
- Torneo Clausura (Uruguay): 2007
- Mexikanischer Zweitligameister: Apertura 2012